# 上野町 (弥富市)
上野町（うえのちょう）は、愛知県弥富市の地名。

## 地理
弥富市旧弥富町南部に位置する。東から南は楠、西は鍋田、北は駒野町に接する。

## 歴史

### 沿革
- 1975年（昭和50年） - 弥富町大字鍋田の一部により、同町大字上野として成立[2]。
- 2006年（平成18年）4月1日 -  弥富町大字上野が弥富市上野町となる[WEB 5]。

## 交通
- 愛知県道名古屋西港線[1]

## 施設
- 愛知県弥富野鳥園[1]
- 鍋田港[1]
- 海部津島衛生組合第2事業所[1]

### WEB
1. ↑  “愛知県弥富市の町丁・字一覧”.   人口統計ラボ. 2022年12月12日閲覧。
2. ↑  総務省統計局 (2017年1月27日). “平成27年国勢調査の調査結果(e-Stat) - 男女別人口及び世帯数 －町丁・字等” (CSV). 2021年7月21日閲覧。
3. ↑  “愛知県弥富市の郵便番号一覧”.   日本郵便. 2022年12月12日閲覧。
4. ↑  “市外局番の一覧” (PDF).   総務省 (2022年3月1日). 2022年3月22日閲覧。
5. ↑  弥富市役所 総務部 総務課 行政グループ (2015年2月19日). “弥富市住所一覧  旧弥富町” (pdf).   弥富市. 2023年4月5日閲覧。

### 書籍
1. 1 2 3 4 5 6  「角川日本地名大辞典」編纂委員会 1989, p. 1898.
2. ↑  「角川日本地名大辞典」編纂委員会 1989, p. 211.